# 5986 Xenophon
Az 5986 Xenophon (ideiglenes jelöléssel 1969 TA) a Naprendszer kisbolygóövében található aszteroida. Paul Wild fedezte fel 1969. október 2-án.